# Legge di conservazione dell'energia
(La fisica di Feynman, Vol. I, Richard Feynman)
In fisica, la legge di conservazione dell'energia è una delle più importanti leggi di conservazione osservata nella natura. Nella sua forma più studiata e intuitiva questa legge afferma che, sebbene l'energia possa essere trasformata e convertita da una forma all'altra, la quantità totale di essa in un sistema isolato non varia nel tempo.

## Descrizione
Nella sua accezione più generale non appare tuttavia corretto parlare di legge, poiché in fisica esistono numerose leggi che riguardano la conservazione della materia (massa) e dell'energia: conservazione della materia, dell'energia meccanica, della massa-energia, della quantità di moto, del momento angolare, della carica elettrica, ecc. Per cui nella letteratura scientifica la definizione adottata è quella di principio di conservazione dell'energia totale (principle of conservation of energy), in quanto comprensivo di tutte le possibili forme di energia, tra cui rientra (dopo Einstein) anche la massa e la quantità di moto.
Il principio è soddisfatto anche nell'ambito della Meccanica quantistica; infatti il principio di indeterminazione di Heisenberg tempo-energia non ha lo stesso carattere fondamentale della controparte che coinvolge posizione e momento, non essendo definito in meccanica quantistica un operatore temporale (universale).
Tuttavia l'interpretazione dei fenomeni termodinamici in termini di meccanica statistica e la dimostrazione dell'equivalenza tra calore e lavoro e della loro costanza nel tempo, ha esteso ai fenomeni termici il principio di conservazione dell'energia al di fuori dell'ambito strettamente meccanico, a patto di prendere in considerazione tutte le forme in cui l'energia può presentarsi.

## Conservazione dell'energia meccanica

### Forma debole
Considerando un sistema finito si dice conservativa una forza agente su di esso se per il lavoro che compie in un intorno infinitesimo di qualsiasi punto vale il teorema di Torricelli, ovvero esso dipende solo dai suoi estremi di frontiera r e r+dr e non dalla traiettoria infinitesima congiungente effettivamente seguita tra tutte le possibili:
{\displaystyle \mathop {} \!\mathrm {d} L(r)=\int _{r}^{r+\mathop {} \!\mathrm {d} r}{\bar {F}}\cdot \mathop {} \!\mathrm {d} {\bar {r}}=-U(r+\mathop {} \!\mathrm {d} r)+U(r)=-\mathop {} \!\mathrm {d} U(r)}
In questo caso abbiamo che lungo un qualsiasi percorso che abbia inizio e fine in r il lavoro di una forza conservativa è nullo:
{\displaystyle \int _{r}^{r}{\bar {F}}\cdot \mathop {} \!\mathrm {d} {\bar {r}}=-U(r)+U(r)=0}
Il teorema del rotore dimostra che se il campo di forze è continuo l'annullarsi della sua circuitazione implica l'annullarsi del suo rotore, quindi è possibile rappresentare la forza come il gradiente di uno scalare chiamato energia potenziale:
{\displaystyle {\bar {F}}=-\nabla U({\bar {x}})}
Per un sistema scleronomo inoltre il teorema delle forze vive afferma che il lavoro di tutte le forze, conservative o meno, è pari alla variazione dell'energia cinetica:
{\displaystyle \mathrm {d} L=\mathrm {d} K}
Da cui
{\displaystyle -\mathrm {d} U=\mathrm {d} K}
E quindi:
{\displaystyle {\frac {\mathrm {d} E}{\mathrm {d} t}}=0}
dove abbiamo definito energia meccanica la somma {\displaystyle E=U+K}
Questo ragionamento dimostra che in un sistema isolato conservativo e scleronomo, l'energia meccanica è una costante del moto.
L'energia cinetica per un sistema continuo è esprimibile in base alla regola di Leibniz come:
{\displaystyle K=\int _{Q}{\bar {v}}\cdot \operatorname {d} (m{\bar {v}})=\int _{W^{2}}{\frac {1}{2}}m\operatorname {d} v^{2}+\int _{M}v^{2}\operatorname {d} m={\frac {1}{2}}\int _{W^{2}}\int _{V}\rho \operatorname {d} r^{3}\operatorname {d} v^{2}+\int _{V}\rho v^{2}\operatorname {d} r^{3}}.
In realtà la dissipazione di energia meccanica in un sistema può essere bilanciata dall'ingresso di forme ordinate di energia: dal bilancio della quantità di moto per un sistema continuo, deriva in via generale che perché l'energia meccanica si conservi dev'essere nulla la somma integrale:
{\displaystyle {\frac {\partial }{\partial t}}\int _{M}u\operatorname {d} m-\int _{M}{\frac {\partial \ln \rho }{\partial t}}u\operatorname {d} m+\oint _{F_{\partial V}}\left(-\langle {\bar {v}}\rangle +{\frac {\operatorname {d} r^{3}}{\operatorname {d} {\bar {r^{2}}}}}\cdot \nabla \langle {\bar {v}}\rangle \right)\cdot \operatorname {d} {\bar {F}}_{\partial V}=0}
ovvero in forma contratta perché l'energia meccanica si conservi la dissipazione cinetica può essere bilanciata da un calo di energia potenziale nel volume occupato dal sistema, da una conduzione cinetica netta dall'esterno o da un aumento di entropia potenziale:
{\displaystyle D=-{\frac {\partial U}{\partial t}}+P+\Sigma }

### Forma forte
Se il campo di accelerazione esterno è conservativo, come nel caso debole è associabile al gradiente di una densità (di energia) potenziale, e in ogni punto interno al sistema di continuità delle grandezze intensive la densità di dissipazione dev'essere bilanciata dalla somma della densità di corrente cinetica in conduzione e del calo locale di densità di energia potenziale nella posizione occupata dal frammento di sistema:
{\displaystyle {\frac {{\bar {\bar {\sigma }}}:\nabla \langle {\bar {v}}\rangle }{\rho }}={\frac {\nabla \cdot ({\bar {\bar {\sigma }}}\cdot \langle {\bar {v}}\rangle )}{\rho }}-{\frac {\partial u}{\partial t}}}

## Meccanica hamiltoniana
In meccanica analitica, la hamiltoniana è la funzione associata all'energia totale del sistema. Essa è anche il generatore della trasformazione di evoluzione temporale, perciò l'evoluzione di una generica variabile dinamica {\displaystyle f} sarà determinata dalla Parentesi di Poisson come segue:
{\displaystyle {\frac {\mathrm {d} f}{\mathrm {d} t}}=\{f,H\}+{\frac {\partial f}{\partial t}}}
Naturalmente l'hamiltoniana di qualunque sistema ha parentesi di Poisson nulla con se stessa per definizione di parentesi di Poisson. Da cui
{\displaystyle {\frac {\mathrm {d} H}{\mathrm {d} t}}={\frac {\partial H}{\partial t}}}
Perciò, la hamiltoniana dipende dal tempo solo se questa dipendenza è esplicita. In altre parole, la hamiltoniana è una costante del moto (integrale primo) ogniqualvolta il sistema è descritto da vincoli scleronomi.

### Meccanica quantistica
Il medesimo ragionamento può essere riprodotto per la meccanica quantistica parlando di operatore hamiltoniano e compiendo la sostituzione della parentesi di Poisson con il commutatore:
{\displaystyle \{\cdot ,\cdot \}\longrightarrow {\frac {1}{i\hbar }}[\cdot ,\cdot ]}
La conservazione dell'energia esclude la possibilità di un moto perpetuo di prima specie.
Nella relatività ristretta si mostra che anche la massa è una forma di energia (la famosa formula {\displaystyle E=mc^{2}}) ed in caso di conversioni massa/energia va tenuta in conto nel bilancio energetico.
Nella relatività generale non è possibile definire l'energia in maniera gauge-invariante per cui la conservazione dell'energia risulta un problema sottile difficile da risolvere in termini del tutto generali.